# Francesco Araja
Francesco Araja   (Nàpols, 25 de juny de 1709 - Bolonya, 1770) Francesco Domenico Araja va ser un compositor italià que va passar 25 anys a Rússia i va escriure almenys durant 14 anys, òperes per a la Cort Imperial Russa inclosa Tsefal i Procris, la primera òpera en rus.

## Biografia
Va néixer i va rebre la seva educació musical a Nàpols i va començar a compondre òperes als 20 anys. Les seves primeres òperes es van produir als teatres de Nàpols, Florència, Roma, Milà i Venècia. El 1735 va ser convidat a Sant Petersburg juntament amb una gran companyia d'òpera italiana, i es va convertir en el mestre de capella de l'emperadriu Anne Ioanovna i més tard de l'emperadriu Elizaveta Petrovna.
A l'hivern, les òperes es donaven normalment en una ala del Zimniy Dvorets (el Palau d'Hivern), i a l'estiu al Teatre de Letniy Sad al Jardí d'Estiu.
La seva La forza dell'amore e dell'odio va ser la primera òpera italiana representada a Rússia. Es va posar en escena l'any 1736 com Сила любви и ненависти (Sila lyubvi i nenavisti - El poder de l'amor i l'odi) amb un suplement a la traducció russa de Vassili Trediakovski imprès com a llibret. Aquest va ser el primer llibret d'òpera imprès en rus. El van seguir Semiramide (Il finto Nino, overo La Semiramide riconosciuta) el 1737, Artaserse el 1738, Seleuco amb traducció russa de Sumarokov, estrenada a Moscou el 1744, Scipione amb traducció russa d'Adam Olsufiev, a Sant Petersburg el 1745, Mitridate el 1745. 1747 i altres.
La majoria de les òperes que va escriure a Rússia eren amb llibrets italians. Tanmateix, l'any 1755 Araja va compondre Цефал и Прокрис (Tsefal i Procris - Cèfal i Pròcris), una òpera en tres actes sobre el llibret rus d'Aleksandr Sumarókov segons de Les Metamorfosis d'Ovidi. Es va posar en escena a Sant Petersburg el 7 de març], i el 27 de febrer de 1755 amb conjunts efectius del pintor Giuseppe Valeriani. Aquesta va ser la primera òpera amb cantants russos. Aquesta òpera va tenir un gran èxit, i Araja va rebre 100 mig imperials i un luxós abric de sable valorat en 500 rubles com a regal de l'emperadriu Elizaveta Petrovna. L'òpera es va tornar a posar en escena al teatre Mariinsky de Sant Petersburg el 14 de juny de 2001.
Les seves dues òperes següents es van estrenar a diferents ciutats russes: Amor prigioniero a Oranienbaum el 1755, i Ifigenia in Tauride a Moscou el 1758. El 1759 Araia va tornar a Itàlia, però va ser convocat per a la coronació del tsar Pere III el 1762. Va marxar aviat, després de l'enderrocament de Pere per Catalina la Gran. Les seves últimes composicions van ser l'oratori La Nativita di Gesu i l'òpera La Cimotea. Va morir a Bolonya entre 1762 i 1770.

## Obres
Òperes
- Lo matremmonejo pe' mennetta, opera buffa, text de Tommaso Mariani (tardor de 1729, Teatro de' Fiorentini, Nàpols)
- Berenice, òpera seria, text d'Antonio Salvi (1730, Teatre Pratolino, Florència)
- Ciro riconosciuto, òpera seria, text d'Antonio Salvi (Carnaval 1731, Teatro Dame, Roma)
- Il Cleomene, òpera seria, text de Vicenzo Cassani (primavera de 1731, Teatre Dame, Roma)
- L'amor regnante, text de Pietro Metastasio (1731, Roma)
- Semiramide riconosciuta, òpera seria, text de Pietro Metastasio (1731, Nàpols)
- La forza dell'amore e dell'odio, òpera seria, text de Francesco Prata (gener de 1734, Teatre Ducale, Milà; 1736, com Сила любви и ненависти (Sila lyubvi i nenavisti - El poder de l'amor i l'odi) Sant Petersburg)
- Lucio Vero, òpera seria, text d'Apostolo Zeno, (Carnaval 1735, Teatre San Angelo, Venècia)
- Il finto Nino, overo La Semiramide riconosciuta, òpera seria, text de Francesco Silvani (9 de febrer de 1737 i 28 de gener, Sant Petersburg)
- Artaserse, òpera seria, (9 de febrer de 1738 i 28 de gener, Sant Petersburg)
- Seleuco, òpera seria, text de Giuseppe Bonecchi (7 de maig de 1744 i 26 d'abril, Moscou)
- Scipione, òpera seria, text de Giuseppe Bonecchi (4 o 5 de setembre de 1745 i 23 o 24 d'agost, Sant Petersburg)
- Mitridate, òpera seria, text de Giuseppe Bonecchi (7 de maig de 1747 i 26 d'abril, Sant Petersburg)
- L'asilo della pace, opera seria, text de Giuseppe Bonecchi (7 de maig de 1748 i 26 d'abril, Sant Petersburg)
- Bellerofonte, òpera seria, text de Giuseppe Bonecchi (9 de desembre de 1750 i 28 de novembre, Sant Petersburg)
- Eudossa incoronata, o sia Teodosio II, text de Giuseppe Bonecchi (9 de maig de 1751 i 28 d'abril Sant Petersburg)
- Tsefal i Procris, òpera seria, text de Alexander Sumarokov (10 de març de 1755 i 27 de febrer, Sant Petersburg)
- Amor prigioniero, dialogo per musica, text de Pietro Metastasio (27 de juny de 1755 i 16 de juny, Oranienbaum)
- Alessandro nell'Indie, text de Pietro Metastasio (29 de desembre de 1755 i 18 de desembre, Sant Petersburg; 1759, Oranienbaum, Rússia)
- Iphigenia in Tauride opera seria, (1758, Moscou)
- La Cimotea

Oratoris
- S. Andrea Corsini, 1731, Roma
- La Nativita di Gesu

Cantates
- La gara, dell'amore e dello zelo, St. Petersburg, 1736
- L'asilo della pace (Llibret Giuseppe Bonecchi), St. Petersburg, 1748
- La corona d'Allesandro Magno (Giuseppe Bonecchi), St. Petersburg, 1750
- Amor prigionero (Pietro Metastasio), Oranienbaum, Russia, 1755 (vegeu també a la llista de les òperes)
- Junon secourable lucine (Antonio Denzi), St. Petersburg, 1757
- Urania vaticitante (Antonio Denzi), St. Petersburg, 1757

Així: Sinfonia en re major per a cordes, sonates, etc.